# Cheiridium brasiliense
Espèce
Cheiridium brasiliense est une espèce de pseudoscorpions de la famille des Cheiridiidae.

## Distribution
Cette espèce est endémique de Bahia au Brésil. Elle se rencontre dans la grotte Gruta dos Cristais à Morro do Chapéu.

## Étymologie
Son nom d'espèce, composé de brasil(i) et du suffixe latin -ensis, « qui vit dans, qui habite », lui a été donné en référence au lieu de sa découverte, le Brésil.

## Publication originale
- Mahnert, 2001 : Cave-dwelling pseudoscorpions (Arachnida, Pseudoscorpiones) from Brazil. Revue Suisse de Zoologie, vol. 108, no 1, p. 95-148 (texte intégral).